# Villa Santa Rosa (San Juan)
Villa Santa Rosa é uma cidade da Argentina, localizada na província de San Juan